# Palizzi (vino)
Il Palizzi è un vino ad Indicazione Geografica Tipica (IGT) la cui produzione è consentita nella città metropolitana di Reggio Calabria.

## Caratteristiche organolettiche
- colore: rosso intenso tendente al granato.
- odore: il bouquet è vinoso, dalla struttura importante e avvolgente.
- sapore: asciutto ed austero.

## Storia
L'aristocratico Palizzi nasce dalla costa del basso jonio nell'Area Grecanica in provincia di Reggio Calabria, ad una altitudine di circa 250 m s.l.m., e da una struttura di terreno argillosa. È uno del più rinomati vini rossi della viticoltura calabrese. Si vendemmia nella seconda decade di settembre; dopo pigiate, le uve fermentano in vasche di acciaio per 48/60 ore, poi vanno pressate e il mosto messo in serbatoi di acciaio a temperatura controllata, dove resterà fino al primo travaso di novembre. Seguono altri due travasi e dopo una permanenza di circa due mesi in botti di legno castagno, va messo in bottiglia a circa 18 mesi dalla vendemmia per affinare ancora tre mesi prima della vendita. La gradazione alcolica è di 14°.

## Abbinamenti consigliati
Ideale per accompagnare piatti a base di carni rosse e cacciagione, particolarmente il cinghiale, ma può anche annaffiare il tonno alla griglia.

## Produzione
Provincia, stagione, volume in ettolitri
- Reggio Calabria  (1990/91)
- Reggio Calabria  (1991/92)
- Reggio Calabria  (1992/93)
- Reggio Calabria  (1993/94)
- Reggio Calabria  (1994/95)
- Reggio Calabria  (1995/96)
- Reggio Calabria  (1996/97)